# Asthenargus inermis
Asthenargus inermis är en spindelart som beskrevs av Simon och Fage 1922. Asthenargus inermis ingår i släktet Asthenargus och familjen täckvävarspindlar. Inga underarter finns listade.